# Tudor Vladimirescu
Tudor Vladimirescu (nacido en 1780 en Vladimir, Principado de Valaquia y ejecutado en 1821 en Targoviste, Valaquia) fue una figura emblemática del comienzo del siglo XIX, siendo el dirigente de la Revolución de 1821 y señor de Valaquia .

## Biografía

### Infancia y educación
Nació en el pueblo de  Vladimir, en el distrito de Gorj en una familia de moșneni. Estudió lengua griega en la casa del noble Ioniță Glogoveanu de Craiova, que hizo del inteligente chico administrador de latifundios y que lo usó para negocios, sobre todo a la exportación de ganado.

### Administrador de montaña de Cloșani
En 1806 fue nombrado administrador de un distrito de montaña, función que poseerá hasta 1820. En el periodo del 14 de junio al 26 de diciembre de 1814 efectuó un viaje a Viena, durante el Congreso (1814-1815), para  liquidar la herencia de la esposa de Nicolae, fallecida en Viena, y para traer a su niña a Rumania.

### Emancipación y fortuna
Tudor Vladimirescu creó su fortuna por la compra de tierra, haciendo negocios por su propia cuenta. Ingresó en las filas de los panduros (ejército con obligaciones semipermanentes) y participó en la guerra ruso-turca, siendo recompensado por oficiales rusos con la Orden del Santo Vladimir, de clase III.
Gracias a su conocimiento de la lengua alemana, Tudor Vladimirescu pudo seguir los problemas políticos que se debatían en prensa en la capital del Imperio Austríaco. En su vuelta a Rumania a principios del año 1815, Tudor halló que la guarnición otomana de Ada-Kaleh recorria las regiones de Mehedinti y Gorj destrozando y robando su granja de Cerneti.

### Eteria y Ipsilanti
Presente en Bucarest para el sostenimiento un proceso de latifundio ante el Diván, Tudor halló  la decisión de Eteria de comenzar el movimiento de liberación de Grecia. Consideró que este era el momento adecuado para  levantar al pueblo en armas. Tuvo discusiones con los representantes de Eteria sobre cooperación militar para que „los panduros permitan el paso de Ipsilanti a traves del Danubio“.
Llegó a un acuerdo con el Comité de protección mediante el cual Tudor iba a levantar al „pueblo en armas“, teniendo como objetivo el eliminar al régimen fanariota. El contenido demasiado revolucionario  de la Proclamación de Padeș asustó a los nobles, que enviaron varios ejércitos para pararle. Dirigiéndose a Nicolae Văcărescu, uno de los encargados de la derrota del  ejército panduro, Tudor dice: "Posiblemente usted, al pueblo con cuya sangre se nutrieron y se han cubierto todo el linaje noble, lo consideras una simple nada, y solo a los ladrones llamas patria... Pero cómo no entiende usted que la patria es el pueblo, y no los simples ladrones".. Tudor aseguraba permanentemente a los generales del Danubio y la Puerta Otomana que la revolución del pueblo era a causa de "el malestar qué sufre por parte de los terratenientes nobles, con los antiguamente enviados señores y regidores de este pueblo". 
Entrando en Bucarest delante del conjunto de pueblerinos, es recibido con entusiasmo por las masas populares de la capital. Asume el liderazgo del país en la primavera de 1821 siendo nombrado por el pueblo "Señor Tudor". La presencia de Alexandru Ipsilanti en Bucarest a la cabeza de un ejército indisciplinado, después de qué su acción fuese rechazada por Rusia, lo pusieron en una situación difícil. Tudor la pide al governante de Eteria que cruze el Danubio, tal y como había prometido inicialmente, para Rumania no se transformara en un lugar de guerra.

### La muerte
Los dirigentes de Eteria planearon un complot para alejarlo. Condenado por traición en Golesti, Ștefănești (Argeș) el 21 de mayo, Tudor es ejecutado por los jefes de Eteria en Târgoviște, en la noche del 27 hacia el 28 de mayo, culpado, probablemente, de colaboración con los otomanos en contra de Eteria.

## Parientes
Tudor Vladimirescu tuvo un hermano (Papa) y una hermana (Constandina)  cuyos descendientes siguen viviendo en el día de hoy en Oltenia.

## Leyendas
Su trágico destino, obviamente romantizado, se convirtió (en 1962)  en una fuente de inspiración para el escritor Mihnea Gheorghiu y el director Lucian Bratu, que realizaron un largometraje artístico con Emanoil Petruț en el rol principal.

## Notafilia

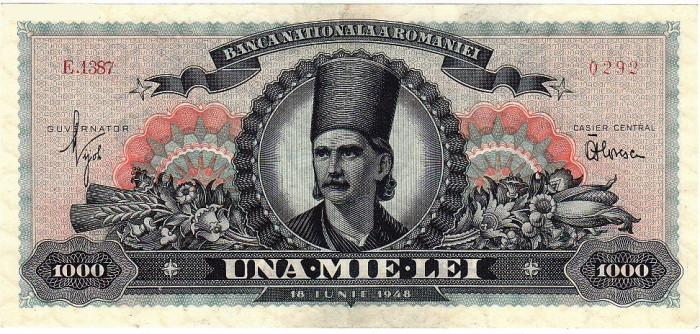
Billete con un valor nominal de 1000 lei de 18 de junio de 1948

- En junio de 1948, el Banco Nacional de Rumanía, a aproximadamente un año de la denominación de 1947, emitió el billete con el valor nominal de 1.000 lei. Sobre el centro del anverso del billete, se encontraba Tudor Vladimirescu, orientado hacia la izquierda del espectador. A la izquierda y al derecha del retrato se hallaba un arreglo floral y de espigas de trigo (a la derecha del retrato) y mazorcas de maíz (a la izquierda del retrato). Además, a la izquierda del espectador, se hallaba la  firma del Gobernador el Banco Nacionales de Rumanía, Aurel Vijoli, y, de forma simétrica, a la derecha del espectador, se hallaba la  firma del Cajero Central del banco. Encima al retrato, sobre una rama horizontal, se hallaba grabada la denominación del banco emisor, Banca Națională a României (Banco nacional de Rumania). Bajo el retrato estaba grabado el valor nominal, con las letras UNA●MIE●LEI en el medio y las cifras (1000) a ambos lados de las letras anteriores. Bajo el valor nominal estaba grabada la fecha de emisión del billete, 18 de JUNIO de 1948 . Las series de los billetes fueron impresas con tinta roja, en la parte de arriba del billete.

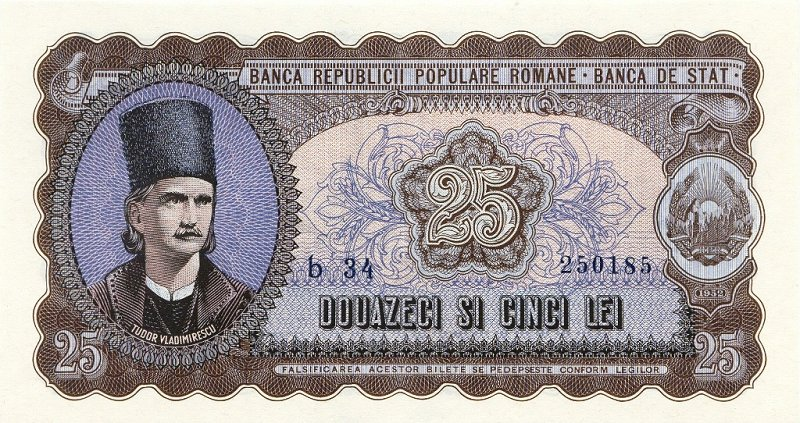
Billete con un valor nominal de 25 lei, emitida en año 1952

- A principios de 1952, se hizo una nueva reforma monetaria, realizando el cambio de 1 leu nuevo = 20 lei viejos. Aprovechando esta ocasión, fue emitida, junto con los billetes con valores nominales de 1 leu, 3 lei, 5 lei, 10 lei y 100 lei, el billete con  un valor nominal de 25 lei, que tenía en la parte izquierda  del anverso una imagen de Tudor Vladimirescu, orientado hacia la derecha (del espectador). Justo debajo del retrato fue grabado su nombre TUDOR VLADIMIRESCU. En la parte de arriba del billete, sobre una rama horizontal, fue grabado el texto: BANCA REPUBLICII POPULARE ROMANE ● BANCA DE STAT● (Banco de la república popular rumana  Banco del estado).[6] Sobre el centro del billete fue grabado el valor nominal, con las cifras, 25, y debajo, con las letras, DOUAZECI SI CINCI LEI. En la parte derecha del billete fue grabado el escudo de la República Popular Rumana (marzo 1948-1952).[7] En la parte central, pero más abajo, fue grabado el texto: FALSIFICAREA ACESTOR BILETE SE PEDEPSESTE CONFORM LEGILOR. Sobre la misma fila, a la izquierda y a la derecha, fue grabada, con las cifras, el valor nominal del billete, 25. Sobre los billetes de esta emisión faltan las  firmas del Presidente del Banco de la República Popular Rumana (la denominación de la época del Gobernador del banco) y del Cajero Central del banco. El color de la tinta con la que se imprimieron los números serie de los billetes de esta emisión es azul oscuro (los billetes imprimidas en Rumanía) o rojo (mucho más raros, los billetes imprimidas en la República Checoslovaca). Las series de los billetes fueron impresas sobre el valor nominal expresado con letras.

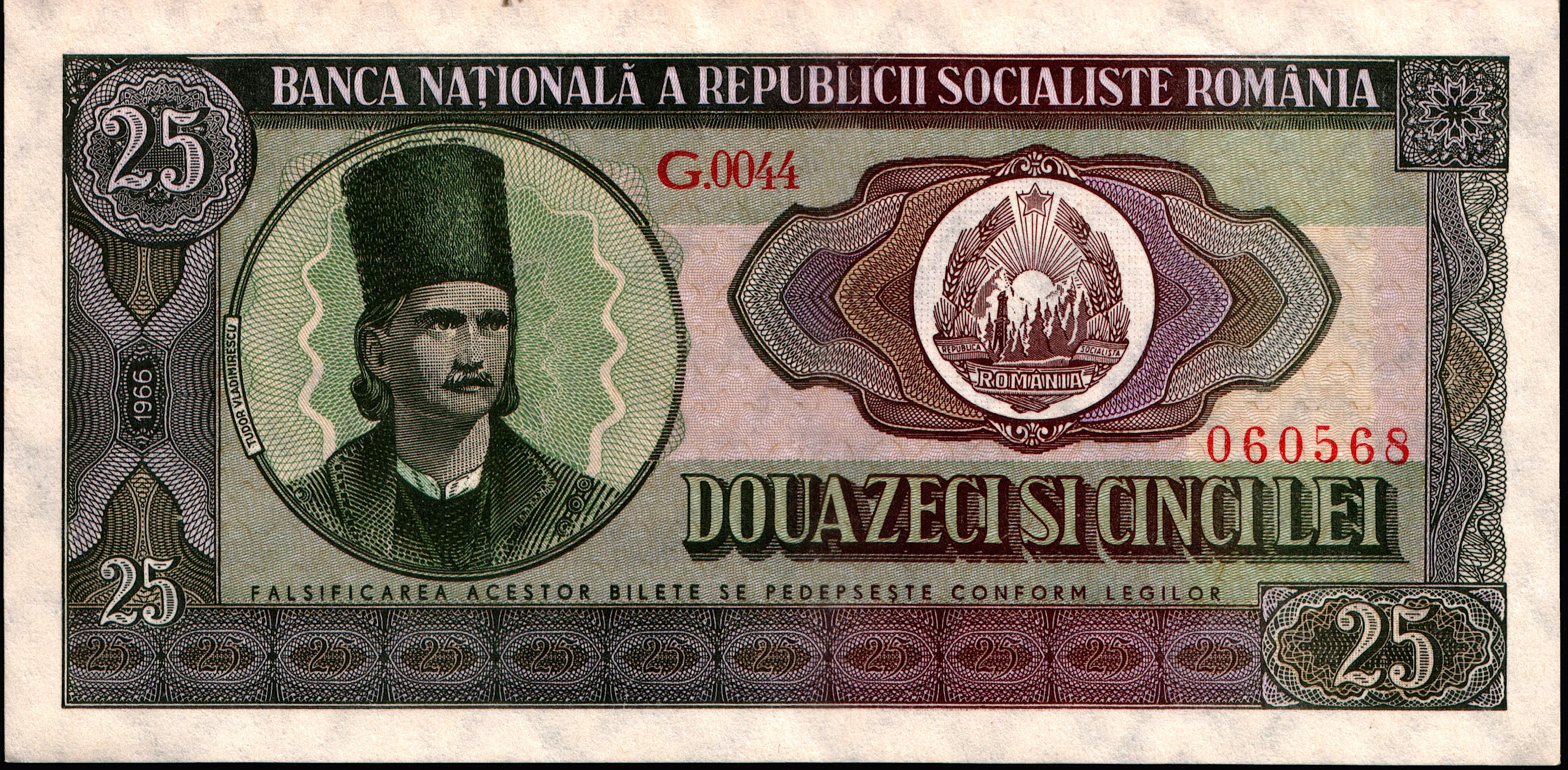
Billete con el valor nominal de 25 lei, emitida en año 1966